# Panhard & Levassor Type X3
Der Panhard & Levassor Type X3 ist ein frühes Pkw-Modell. Hersteller war Panhard & Levassor in Frankreich.

## Beschreibung
Die Fahrzeuge haben einen von Arthur Constantin Krebs entwickelten Ottomotor. Im Motorcode „V6R“ steht das „V“ für den Monoblockmotor und die „6“ für die Anzahl der Zylinder.
Der Sechszylinder-Reihenmotor hat 90 mm Bohrung, 130 mm Hub und 4962 cm³ Hubraum. Er wurde im ersten Jahr auch 25 CV und 24 CV, im zweiten Jahr 30 CV und 24 CV, im dritten Jahr 30/24 CV und im vierten vermutlich wieder 24 CV genannt. Die Leistung des Frontmotors wird über ein Vierganggetriebe und eine Kardanwelle an die Hinterachse übertragen
.
Bekannt sind die Karosseriebauformen Torpedo, Limousine und Landaulet.
Die Produktion lief von Juni 1909 bis 1912. In den ersten drei Kalenderjahren wurden 3, 114 und 32 Fahrzeuge hergestellt. Zusammen sind das 149 Fahrzeuge, von denen 86 exportiert wurden.
Im Laufe des Jahres 1912 folgte als Nachfolger der Type X13. Zusammen erreichten sie in dem Jahr 21 Verkäufe, davon 7 in den Export.